# Complejo de reconocimiento de origen
El complejo de reconocimiento del origen de replicación, o también complejo de reconocimiento de origen, abreviado en la literatura científica como ORC por sus siglas en inglés (Origin recognition complex), es un complejo multiproteico formado por seis proteínas. En humanos reciben el nombre de ORC seguido de un número consecutivo: ORC1-ORC6. 

## Estructura
En 1992 fue descrito por primera vez en Saccharomyces cerevisiae por Bell y Stillman. En el ADN se une a la secuencia de replicación autónoma (ARS), cuya secuencia consenso es: 
```
5'- T/A T T T A Y R T T T T/A -3'
```

(Y es una pirimidina, mientras que R es una purina). Se han encontrado ortólogos en muchas especies diferentes, incluyendo en humanos.
Todas las proteínas del complejo son necesarias para la viabilidad de la célula, pero no suficientes para iniciar la replicación del ADN.  El orden con que se ensamblan las proteínas del complejo parece ser distinto para cada especie. Se ha propuesto que la variante humana tiene una presencia muy corta en 
la célula, lo que dificulta la purificación de sus componentes. Se sabe que en humanos, las ORC de 2-5 se unen de forma estable, mientras que el resto lo hace de forma lábil.
Ana Nogales, de la Universidad de Berkeley y sus colaboradores, mediante estudios de cristalografía de rayos X realizados tanto en procariotas como en eucariotas muestran que el complejo de reconocimiento del origen tiene una estructura muy similar, y que además se extiende a algunos rasgos, como el papel del ATP, la necesidad de un molde de ADN superenrollado  y el hecho de que ambos iniciadores pertenecen a una misma superfamilia de proteínas, la  AAA+. Esto es un indicador de que la iniciación de la replicación es un evento que surgió en una etapa anterior a la separación de los tres dominios de la vida.

## Función
La principal función del Complejo de reconocimiento es la iniciación de la replicación del ADN. Para iniciar la replicación, el ORC recluta la proteína Cdc6, así como el complejo de mantenimiento de minicromosomas (Mcm) y el factor de licencia del ADN (Cdt1) formando un complejo prerreplicativo (pre -RC).
Durante la transición a la fase S del ciclo celular, aumentan los niveles de CDK, que a su vez fosforila cdc6 y cdt1, de modo que pierden su afinidad por el complejo y el ADN, y de esa forma la helicasa deja de estar inhibida, abriendo la doble hebra de ADN para que se inicie la replicación.
Se están encontrado muchas otras funciones para el ORC. Algunas de ellas están relacionadas con el ciclo celular o el punto de control de la mitosis y el ensamblaje de los cromosomas. Sin embargo otras aparentemente no lo están. Analizando localizaciones celulares, aunque de forma inconcluyente se le vincula con la biogénesis de los ribosomas, el centrosoma y el cinetocoro. Sin embargo otros estudios establecen claramente su relación con el silenciamiento génico transcripcional, la cohesión de la cromatina, la citocinesis y la ramificación de las ramas dendríticas y la sinaptogénesis.
También se ha observado que se localiza en las repeticiones teloméricas, uniéndose al telosoma, en especial a su unidad TRF2, de manera que contribuye al mantenimiento de los telómeros, haciéndolos más eficientes e impidiendo que se formen círculos.
Curiosamente, algunas proteínas del complejo de reconocimiento de origen (ORC), como Orc2 en células humanas, se han localizado en el cinetocoro durante mitosis. El cinetocoro es una estructura proteica donde se anclan los microtúbulos (MTs) del huso mitótico durante los procesos de división celular (meiosis y mitosis). Está localizado en una zona específica del cromosoma, el centrómero. Los cinetocoros inician, controlan y supervisan los llamativos movimientos de los cromosomas durante la división celular. En concordancia con esta localización, algunos estudios indican que Orc2 en levaduras está implicada en la cohesión de cromátidas hermanas, y su eliminación celular provoca la activación del checkpoint de mitosis. También se ha detectado que otros componentes del complejo ORC (como orc5 en S. pombe) intervienen en cohesión. Sin embargo, la ruta molecular en la que intervienen las proteínas ORC parece ser aditiva a la ruta de las cohesinas y se desconoce en su mayor parte.